# Suat Kaya
Suat Kaya (* 26. August 1967 in Istanbul) ist ein ehemaliger türkischer Fußballspieler und heutiger -trainer.

## Spielerkarriere

### Im Verein
Suat Kaya begann mit dem Fußball im Jahr 1979 bei Yeşilköyspor. Dort spielte er sieben Jahre und wechselte zu Galatasaray Istanbul. In seinem ersten Jahr kam er nicht zum Einsatz, weshalb Kaya zu Konyaspor ging. Bei Konyaspor sicherte er sich einen Stammplatz als defensiver Mittelfeldspieler und spielte fünf Jahre. Galatasaray beobachtete ihn in dieser Zeit und gab ihm eine zweite Chance. Unter Karl-Heinz Feldkamp spielte Suat genau wie bei Konyaspor in der Startelf im Mittelfeld. Bei den Rot-Gelben holte er mehrere Meisterschaften und Pokale. Seine größten Erfolge erlangte er im Jahr 2000 mit dem Gewinn des UEFA-Pokals und des Supercups. Seine Mannschaftskollegen nannten ihn Hugo.

### In der Nationalmannschaft
Suat Kaya spielte für die türkische Fußballnationalmannschaft insgesamt 16 Spiele und machte ein Tor. Sein erstes Spiel bestritt Kaya am 10. November 1993 gegen Norwegen. Das letzte Spiel für die Türken spielte er gegen Frankreich am 15. November 2000. Vor seinem Rücktritt war er im selben Jahr bei der Fußball-Europameisterschaft 2000 mit der Türkei, dort spielte Suat Kaya alle vier Spiele mit.

## Trainerkarriere
Kaya begann seine erste Trainerstation als Jugendtrainer bei Galatasaray Istanbul. 2006 wechselte er zu Gaziantep Büyükşehir Belediyespor, dort blieb er für eine halbe Saison. Im Januar 2007 ging zum Ligakonkurrenten Orduspor. Nach mäßigen Leistungen ging Kaya zurück zu Gaziantep Büyükşehir Belediyespor. Später trainierte er kurzfristig den Zweitligisten Diyarbakirspor und den Drittligisten Tokatspor.
Zur Rückrunde der Spielzeit 2012/13 übernahm Kaya ein drittes Mal in seiner Trainerlaufbahn den Zweitligisten Gaziantep Büyükşehir Belediyespor. Nach dem 10. Spieltag der Saison 2013/14 verließ er nach gegenseitigem Einvernehmen den Verein.
Im März 2014 wurde Kaya beim Drittligisten Göztepe Izmir als neuer Cheftrainer vorgestellt. Von der Saison 2016/17 bis zum Ende der Saison 2018/19 war Kaya Cheftrainer bei Menemen Belediyespor. Dort wurde er mit seiner Mannschaft Meister der TFF 2. Lig und somit stieg man in die 2. türkische Liga auf. Im September 2019 wurde Kaya Trainer bei Sakaryaspor und verließ nach zwei Monaten den Verein.

## Erfolge

### Als Spieler
Mit Galatasaray Istanbul
- Türkischer Meister: 1987, 1993, 1994, 1997, 1998, 1999, 2000, 2002
- Türkischer Pokalsieger: 1993, 1996, 1999, 2000
- Pokal des Türkischen Sportjournalisten-Vereins: 1992, 1997, 1998, 1999
- Präsident Pokal: 1993, 1996, 1997
- Premierminister Pokal: 1994
- UEFA-Pokal: 2000
- UEFA Supercup: 2000

### Als Trainer
Mit Menemen Belediyespor
- Meister der TFF 2. Lig und Aufstieg in die TFF 1. Lig: 2018/19